# Fabrice Guy
Fabrice Guy (Pontarlier, 30 dicembre 1968) è un ex combinatista nordico francese.

## Biografia
Vincitore di medaglie olimpiche e mondiali, Fabrice Guy ottiene il suo primo risultato di rilievo in Coppa del Mondo il 17 gennaio 1987 sulle nevi di casa di Autrans. Tre anni dopo ai Mondiali della Val di Fiemme, in Italia, conquista la medaglia d'argento nella gara a squadre. Nel dicembre dello stesso anno si aggiudica la sua prima gara di Coppa del Mondo, un'individuale Gundersen a Štrbské Pleso, in Cecoslovacchia.
Ai XVI Giochi olimpici invernali di Albertville 1992, in Francia, l'atleta vince la medaglia d'oro nella gara individuale. Al termine della stagione, grazie anche ad altri cinque successi individuali, ottiene la Coppa del Mondo della disciplina.
Presente anche ai Mondiali del 1997 di Trondheim, in Norvegia, si aggiudica la medaglia di bronzo nella gara individuale, medaglia che riconquista l'anno successivo al XVIII Giochi olimpici invernali di Nagano 1998, in Giappone. Si ritira dalle competizioni nel 1999.

## Palmarès

### Olimpiadi
- 2 medaglie:
  - 1 oro (individuale a Albertville 1992)
  - 1 bronzo (gara a squadre a Nagano 1998).

### Mondiali
- 2 medaglie:
  - 1 argento (gara a squadre a Val di Fiemme 1991)
  - 1 bronzo (individuale a Trondheim 1997)

### Coppa del Mondo
- Vincitore della Coppa del Mondo nel 1992
- 10 podi:
  - 6 vittorie
  - 2 secondi posti
  - 2 terzi posti

#### Coppa del Mondo - vittorie
| Data             | Località      | Nazione        | Trampolino            | Spec.       |
| ---------------- | ------------- | -------------- | --------------------- | ----------- |
| 14 dicembre 1991 | Štrbské Pleso | Cecoslovacchia | MS 1970 K88           | IN NH/15 km |
| 21 dicembre 1991 | Courchevel    | Francia        | Praz K90              | IN NH/15 km |
| 4 gennaio 1992   | Schonach      | Germania       | Langenwaldschanze K90 | IN NH/15 km |
| 18 gennaio 1992  | Murau         | Austria        | Hans Walland K120     | IN LH/15 km |
| 10 marzo 1992    | Trondheim     | Norvegia       | Granåsen K120         | IN LH/15 km |
| 13 marzo 1992    | Oslo          | Norvegia       | Holmenkollen K110     | IN LH/15 km |

Legenda:

IN = individuale Gundersen

NH = trampolino normale

LH = trampolino lungo